# Middlebury (Connecticut)
Pour les articles homonymes, voir Middlebury.
Middlebury est une ville américaine située dans le comté de New Haven au Connecticut.
Middlebury devient une municipalité en 1807. Elle doit son nom à sa position entre Waterbury, Woodbury et Southbury.

## Démographie
| 1820 | 1850 | 1860 | 1870 | 1880 | 1890 |
| ---- | ---- | ---- | ---- | ---- | ---- |
| 838  | 763  | 664  | 696  | 687  | 566  |

| 1900 | 1910 | 1920  | 1930  | 1940  | 1950  |
| ---- | ---- | ----- | ----- | ----- | ----- |
| 736  | 836  | 1 067 | 1 449 | 2 173 | 3 318 |

| 1960  | 1970  | 1980  | 1990  | 2000  | 2010  |
| ----- | ----- | ----- | ----- | ----- | ----- |
| 4 785 | 5 542 | 5 995 | 6 145 | 6 451 | 7 575 |

Selon le recensement de 2010, Middlebury compte 7 575 habitants. La municipalité s'étend sur 18,45 milles carrés (47,79 km2), dont 0,69 milles carrés (1,79 km2) d'étendues d'eau.